# Wojciech Baranowski

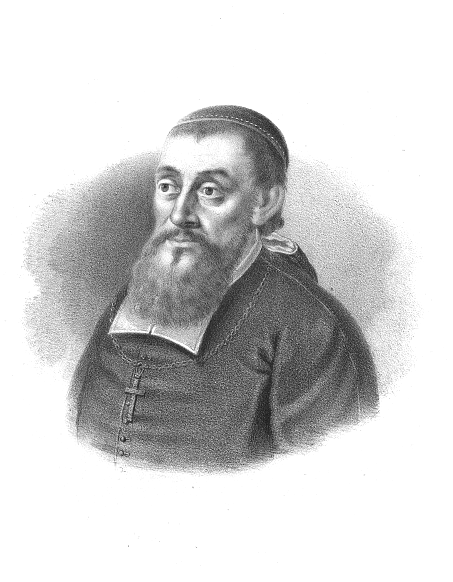
Wojciech Baranowski

Wojciech Baranowski-Jastrzębiec, auch Adalbert Baranowski (* 1548 in Baranowo bei Kruszwica, Polen; † 23. September 1615 in Łowicz) war Erzbischof von Gnesen sowie Primas von Polen.

## Lebenslauf
Baranowski war Autodidakt. 1581 empfing er die Priesterweihe. Als persönlicher Sekretär des Königs Stefan Báthory begleitete er ihn auf dem Kriegszug gegen Russland (Schlacht um Pskow, 1581). Ebenfalls in diesem Jahr wurde er zum Großsekretär des Reiches ernannt. 1584 wurde er Bischof von Przemyśl, die Bischofsweihe spendete ihm am 23. April 1585 Piotr Myszkowski, Bischof von Krakau; Mitkonsekratoren waren der Bischof von Kamieniec, Marcin Białobrzeski, sowie Jakub Milewski, Weihbischof in Krakau. 1585 war er bereits zum Vizekanzler der Krone aufgestiegen. 1587 empfing er im Namen des polnischen Senates den neugewählten König Sigismund III. Wasa auf einem Schiff in Danzig, dort versuchte er den König zur Unterschrift der pacta conventa zu bewegen (u. a. dem König das Versprechen, Estland ins polnische Reich einzugliedern, abzunehmen). 1590 wurde er zum Bischof von Płock ernannt und trat 1591 von dem Vizekanzlerposten zurück. In den Jahren 1595 bis 1596 war er Gesandter des polnischen Königs zum Papst Clemens VIII. in Rom. Auf dieser Reise kann ihn sein Hofkapellmeister Zielenski begleitet haben. 1609 wurde er für eine kurze Zeit Bischof von Kujawien, um noch im gleichen Jahr Erzbischof von Gniezno und somit Primas von Polen und Interrex zu werden. Diesen Posten hatte er bis zu seinem Tode inne.
Es gibt einen Bericht des italienischen Zeremonienmeisters des päpstlichen Nuntius, Kardinal Enrico Caetani (1550–1599): Giovanni Paolo Mucante vom 24. Februar 1597 über einen Festgottesdienst, der von Baranowski in der Warschauer St.-Johannes-Kathedrale zelebriert wurde. Mucante bezeichnet Baranowski, der zu diesem Moment noch Bischof von Płock war, als einen würdevollen und sehr geachteten Prälaten und als einen frommen, treuen und devoten Menschen. Ferner soll er:

„sehr gut gesungen haben, das römische Muster gebrauchend, was andere Polen nicht so leicht können; denn im letzten Jahr war er in Rom und hat am dritten Sonntag vor Ostern in der Kapelle Seiner Heiligkeit ein Hochamt zelebriert, dahero kann er seiner Stimme den richtigen Ton geben, die störende Härte und ungleichmäßigen Ton, welche gewöhnlich alle Polen benutzen, meidend.“

## Wirken
Baranowskis besondere Rolle in der polnischen Kultur beruht auf seinem Mäzenat auf dem Gebiet der Musik. Es ist bekannt, dass er der Brotgeber des ersten „barocken“ Komponisten und Organisten der polnischen Musikgeschichte Mikołaj Zieleński war, und dass er den Druck seiner Werke in Venedig möglich machte. Seine Hofkapelle, die er in seiner privaten Residenz unterhielt, muss ein sehr hohes Niveau gehabt haben, da sie offenbar die Werke Zieleńskis aufführen konnte.